# Qujiang, Shaoguan
Qujiang, även romaniserat Kükong, är ett stadsdistrikt i staden Shaoguan på prefekturnivå i provinsen Guangdong i sydöstra Kina.
Qujiang är indelat i ett stadsdelsdistrikt och nio köpingar.
Stadsdelsdistrikt (jiedao):

- Songshan (松山街道)

Köpingar (zhen):

- Baitu (白土镇)
- Datang (大塘镇)
- Fengwan (枫湾镇)
- Luokeng (罗坑镇)
- Maba (马坝镇)
- Shaxi (沙溪镇)
- Wushi (乌石镇)
- Xiaokeng (小坑镇)
- Zhangshi (樟市镇)